# Casament beena
El casament beena fou una forma de matrimoni que s'utilitzava a l'Aràbia preislàmica, en el que una dona era la propietària de la seva pròpia tenda de campanya, dintre de la qual conservava completa independència del seu marit, segons explica William Robertson Smith. El terme va ser suggerit per John Ferguson McLennan, qui va assenyalar que a Ceilan (avui Sri Lanka) quan el marit anava a viure al poble de l'esposa, s'anomenava «casament beena», i va suggerir utilitzar «beena» com un terme general per a aquest tipus de matrimoni. El sistema social pel qual una parella viu amb o a prop de la família de l'esposa és conegut pels antropòlegs com a matrilocalisme.